# Stade de Kerhuel
 (décembre 2022).
Si vous disposez d'ouvrages ou d'articles de référence ou si vous connaissez des sites web de qualité traitant du thème abordé ici, merci de compléter l'article en donnant les références utiles à sa vérifiabilité et en les liant à la section « Notes et références ».
Le stade de Kerhuel est un stade de football situé à Quimper dans le département du Finistère. L'enceinte est inaugurée en 1920
Le stade porte le nom d'Alexandre Kerhuel, président du Stade Quimpérois de 1911 à 1922

## Histoire du stade

### Création d'un hippodrome

#### Construction de l'enceinte
En 1842 est inauguré l'Hippodrome de Cuzon dans l'actuel zone de l'Hippodrome, à l'époque, c'était uniquement des champs. Le parc des sports possédait à l'époque aucune tribune, il s'agit d'une zone de plusieurs hectares accueillant un circuit hippique en boucle. Il y accueillait régulièrement des courses hippiques avec paris.

#### Construction de la première tribune
Jusqu'en 1914, l'hippodrome n'évolue pas. Cette année-là pour améliorer le confort des spectateurs, une tribune est construite. Il s'agit d'une tribune de 450 places, couverte par un toit soutenu par des poteaux, ce qui limitent la visibilité des spectateurs. Celle-ci avait la particularité de posséder une terrasse où les spectateurs pouvaient s'y installer. Jusqu'en 1920, l'hippodrome ne subit aucune rénovation majeure.

### Transformation en stade de football

#### Arrivée du Stade quimpérois
En 1920, le Stade Quimpérois y joue son premier match, le club jouait jusqu'à présent au vélodrome du Ludugris. Peu après le club jouant en DH s'y installe définitivement. Dès son installation, l'hippodrome est réaménagé pour pouvoir y accueillir des matchs de football. Des gradins d'une capacité de 1 000 places sont construits en face de la tribune principale, ce qui porte la capacité à 3 950 places, des mains courantes sont installés pour délimiter le terrain. Le 8 août 1920, le nouveau stade est inauguré par un défilé des sociétés de gymnastiques.

#### Records d'affluence
En 1928, 6 000 spectateurs s'amassent dans les gradins du stade pour le match de coupe entre le Stade Q et le Red Star, nouveau record d'affluence du stade. En 1935, le record d'affluence est battu, 7 000 spectateurs s'entassent dans le stade pour assister au match d'appui entre le FC Lorient et l'AS Brest, durant le match, une partie de la tribune du stade s'écroule et des affrontements entre les supporters ont lieu. L'ASB remportera et ce record d'affluence est toujours le record d'affluence actuel du stade. Le stade n'évolue plus jusqu'à la guerre. Après la Seconde Guerre Mondiale, le club du Stade quimpérois peut retrouvé son enceinte, peu touché par les bombardements. En 1949, il accueille les premiers matchs du SQ dans un échelon national, la CFA, jusqu'au point d'orge lorsqu'en Octobre 1954. Le Stade Quimpérois accueille l'AS Brest devant 4 509 spectateurs, record d'affluence du stade en CFA est battu. Record éphémère puisqu'un peu plus d'un an plus tard, le 1er janvier 1956, le record est de nouveau battu avec 4 700 spectateurs lors de la réception de l'AS Brestoise.

#### Multiples extensions
Dans les années 1950, un gradin est installé à côté de la tribune, le stade ne peut pas être agrandir à cause du projet de zone industrielle dans le quartier. En 1959, 6 500 personnes assistent au match de Coupe entre le Stade Quimpérois et l'AS Brestoise, nouveau record d'affluence du SQ et record actuel su SQ à Kerhuel. En 1963, une nouvelle phase de rénovation a lieu, alors que le nouveau grand stade de Quimper est en début de construction, 4 gradins longs de 10 mètres et comportant 6 niveaux sont installés pour augmenter la capacité à son apogée, 5 050 places, 4 projecteurs sont installés aux 4 coins du terrain. A cette époque là, malgré la rénovation faite en 1963, le stade est vétuste notamment la première tribune qui a l'époque avait presque 50 ans. En 1968, le Stade Quimpérois qui pour ses joueurs étaient au départ contre le déménagement de Kerhuel à Penvillers, est contraint de quitter les lieux, le stade n'étant plus aux normes. Le 28 avril 1968, le Stade Quimpérois joue son dernier match à Kerhuel contre le leader de CFA Bagneux-Nemours.

### Restructuration du stade

#### Destruction des gradins et de la tribune
Après l'inauguration du Stade de Penvillers et le départ de l'équipe masculine du Stade quimpérois, le stade est restructuré, les petits gradins installés en 1963 sont rasés, la tribune couverte en bois est fermée au public car trop dangereuse. Un bâtiment est construit, les gradins en face de la tribune ainsi que la butte sont rasés et le terrain est aplani. Quant à la tribune, une partie de celle-ci est détruite car cette partie menaçait de s'écrouler. En 1977, l'entièreté de la tribune est rasée. A la place de l'ancienne tribune, une petite tribune de 40 places est installé. A la fin de la restructuration, seul le terrain de foot originel est préservé. La capacité du stade est de 2 040 places.

### Stade Quimpérois (féminines)
Dès le départ de l'équipe masculine, l'équipe féminine s'y installe dès sa création en 1971. L'équipe joue ses matchs de 1re division au stade. Dès la montée en Nationale 1, nouvelle première division. Le stade n'est plus aux normes donc l'équipe féminine joue au Stade de Penvillers. Dès son retour en Nationale B, les quimpéroises rejouent à Kerhuel, aux normes pour la N1B. Dès son retour en Division 2, le stade revoit le football féminin national mais après une saison complètement ratée, avec aucune victoire, un match nul et tous les autres matchs sont perdus. Aujourd'hui l'équipe féminine y joue toujours ses matchs en Régional 1 ainsi que les équipes jeunes du Quimper Kerfeunteun Football Club.

## Affluence, Capacité

### Record d'affluence
| Rang | Spectateurs | Compétition            | Rencontre                                           | Date |
| ---- | ----------- | ---------------------- | --------------------------------------------------- | ---- |
| 1    | 7 000       | Match d'appui DH Ouest | FC Lorient (DH) - AS Brest (DH)                     | 1935 |
| 2    | 6 783       | Coupe de France        | Stade Quimpérois - DC Carhaix                       | ?    |
| 3    | 6 500       | Coupe de France        | Stade Quimpérois (CFA) - AS Brest (CFA)             | 1959 |
| 4    | 6 000       | Coupe de France        | Stade Quimpérois (DH) - Red Star FC (D1)            | 1928 |
| 5    | 5 000       | Match Amical           | Kispest FC - Entente Lorient-Sport-Stade Quimpérois | 1931 |
| 6    | 5 000       | Coupe de France        | Stade Quimpérois (DH) - CA Paris (DH)               | 1929 |
| 7    | 4 700       | CFA                    | Stade Quimpérois (CFA) - AS Brestoise (CFA)         | 1956 |
| 8    | 4 509       | CFA                    | Stade Quimpérois (CFA) - AS Brest (CFA)             | 1955 |
| 9    | 4 500       | Coupe de France        | Angers SCO (D1) - US Saint-Malo (DH)                | 1960 |
| 10   | 4 418       | CFA                    | Stade Quimpérois (CFA) - US Quevilly (CFA)          | 1966 |

### Capacité
| Année | Nombre de places               | Nombre de places assises       |
| ----- | ------------------------------ | ------------------------------ |
| 1842  | 500 places debout (hippodrome) | 500 places debout (hippodrome) |
| 1914  | 950 places debout (hippodrome) | 950 places debout (hippodrome) |
| 1920  | 3 950 places debout            | 3 950 places debout            |
| 1955  | 4 250 places debout            | 4 250 places debout            |
| 1963  | 5 050 places debout            | 5 050 places debout            |
| 1978  | 2 040 places                   | 40 assises                     |

## Coupe de France
Matchs de Coupe de France (hors Stade Quimpérois)
| Date              | Équipe 1                   | Résultat | Équipe 2           | Tour              | Affluence |
| ----------------- | -------------------------- | -------- | ------------------ | ----------------- | --------- |
| 19 septembre 1921 | AS Brestoise (DH)          | 9 - 0    | AC de la Loire     | 1er tour          | ?         |
| septembre 1926    | US Concarneau (1ère série) | 3 - 2    | Stade Lesnevien    | Tour préliminaire | 400       |
| 12 septembre 1943 | Véloce Vannetais           | 0 - 2    | Stade Lesnevien    | 5e tour           | ?         |
| 24 janvier 1960   | Angers SCO (D1)            | 4 - 0    | US Saint-Malo (DH) | 32è de finale     | 4 500     |
| 16 janvier 1966   | Stade briochin (DH)        | 3 - 2    | UCK Vannes (DH)    | 32è de finale     | 768       |